# جان اربی
جان اربی (به انگلیسی: John Laurens Manning Irby) سناتور سابق عضو حزب دموکرات ایالات متحده آمریکا بود. وی در سال ۱۸۹۱ تا ۱۸۹۷ میلادی سناتور ایالت کارولینای جنوبی در سنای ایالات متحده آمریکا بود.